# Petter (rapper)
Petter P-Lex Alexis Askergren, noto semplicemente come Petter (Stoccolma, 25 maggio 1974), è un rapper svedese.

## Biografia
Mitt sjätte sinne (1998), primo album in studio del rapper, ha raggiunto la 29ª posizione della Sverigetopplistan. L'anno successivo viene pubblicato il secondo LP Bananrepubliken, classificatosi al vertice della classifica svedese e premiato con un Grammis. Sempre nello stesso anno è stato riconosciuto con tre premi Grammis.
Ronin (2004) si è fermato alla 5ª posizione della graduatoria nazionale, mentre P (2006) è divenuto il suo secondo album numero uno. God Damn It (2007) e En räddare i nöden (2010) si sono collocati rispettivamente alla 12ª e 11ª posizione della classifica svedese. Samlar ut den (2010) si è classificato 3º, mentre Början på allt (2013), certificato oro dalla IFPI Sverige, si è posizionato al 5º posto.
Mitt folk (2015), collocatosi alla 12ª posizione, è stato susseguito dai dischi Skeppsholmen (2016) e 9818 (2018), entrambi arrivati nella top 20 svedese. Dö sen (2018) ha debuttato al 9º posto della Sverigetopplistan; ad esso, ha fatto seguito Varholmsgatan (2020), fermatosi in 24ª posizione.
Hälsa Stockholm (2022) ha fatto l'entrata in classifica alla 34ª posizione. Vart trött sen 98 (2023), invece, ha scalato la graduatoria fino al 14º posto.

## Discografia

### Album in studio
- 1998 – Mitt sjätte sinne
- 1999 – Bananrepubliken
- 2001 – Petter
- 2004 – Ronin
- 2006 – P
- 2007 – God Damn It
- 2010 – En räddare i nöden
- 2010 – Samlar ut den
- 2013 – Början på allt
- 2015 – Mitt folk
- 2016 – Skeppsholmen
- 2018 – 9818
- 2018 – Dö sen
- 2020 – Varholmsgatan
- 2022 – Hälsa Stockholm
- 2023 – Vart trött sen 98

### EP
- 2019 – Så mycket bättre - Tolkningarna
- 2025 – Petter med getter

### Raccolte
- 2008 – X - Greatest Hits

### Singoli
- 1998 – Vinden har vänt
- 1998 – Du vet att jag gråter (feat. Kaah)
- 1998 – Mikrofonkåt
- 1999 – Saker & ting (feat. Eye N' I)
- 2000 – Så klart!
- 2000 – Rulla med oss (feat. Timbuktu, PeeWee & Eye N' I)
- 2008 – Min click (feat. Kihlen)
- 2008 – Goda dagars magi
- 2009 – Fri nu
- 2010 – Gör min dag
- 2011 – Måste vidare
- 2011 – Krafter (feat. Adolphson & Falk)
- 2011 – Baksmälla (con September)
- 2013 – Håll om mig
- 2013 – King (con Lilla Namo)
- 2013 – Början på allt
- 2015 – Leva & dö (feat. Daniel Boyacioglu)
- 2015 – Följer mig (feat. Rosh)
- 2015 – Cityljus (feat. Yasin & Blen)
- 2016 – Pris på mitt huvud (feat. Daniel Adams-Ray)
- 2016 – Skärvor på mitt golv (Kommer snart)
- 2016 – Då var då, nu är nu (feat. Mauro Scocco)
- 2016 – Se på mig nu (feat. Linnea Henriksson)
- 2018 – Toppen av ett berg (feat. Madi Banja)
- 2018 – En grej i taget (feat. Mapei & MagnusTheMagnus)
- 2018 – Regnet (feat. Molly Sandén & Sami)
- 2018 – Brevet (feat. David Jassy)
- 2019 – Blommorna (con Miss Li)
- 2019 – Kung för en dag
- 2019 – Stockholm (feat. Tjuvjakt)
- 2019 – Sanningen (feat. Linnea Henriksson)
- 2019 – Jag lovar
- 2019 – Bonfire
- 2020 – Astronaut (feat. OBLX o Maja Francis)
- 2020 – Dom får mig aldrig levande (feat. Thomas Stenström)
- 2020 – Ögonblick (con Imenella)
- 2021 – Bara för bra (feat. Myra Granberg)
- 2021 – Förutom dig
- 2022 – Hundratusen (feat. Gammal)
- 2022 – Besvikelsens melodi
- 2022 – Komma över dig (feat. Benjamin Ingrosso)
- 2022 – Ansvar (feat. Eye N' I)
- 2022 – Slutet av dagen
- 2023 – Tar det tillbaka igen (con Adaam)
- 2024 – Skimmer (feat. Reyn)
- 2024 – Ingenting kommer gratis (con Scientific feat. Mix Master Mange)
- 2025 – Thug (feat. Adaam)
- 2025 – Getsnack (feat. Imenella)
- 2025 – Röntgen (feat. B.Baby)
- 2025 – Evigt liv (feat. Bell)

### Collaborazioni
- 1999 – Crossing Borders (Tommy Tee feat. Petter & Diaz)
- 2007 – Giftig (Mange Schmidt feat. Petter)